# Olov Sikku
Olov Johan (Ol-Johán) Sikku, född 12 juli 1958 i Vittangi församling, är en samisk politiker. Han har sina rötter i Saarivuoma sameby och är utbildad civilekonom.

## Politisk karriär
Olov Sikku började sin samepolitiska karriär i ungdomsorganisationen Sáminuorra. När partiet Min Geaidnu bildades 1993 blev han dess ordförande och satt kvar på posten till 2004. År 2013 återinträdde han som ledare för partiet.
Olov Sikku har suttit som ledamot i Sametinget för Min Geaidnu. Han var Sametingets ordförande 2001–2005 och dess vice ordförande 2013–2014.
I slutet av oktober 2014 förklarade Min Geaidnus partistyrelse att man inte längre hade förtroende för Olov Sikku eftersom han "allvarligt och vid upprepade tillfällen har brutit mot Min Geaidnus värdegrunder". Partistyrelsen krävde att han omedelbart skulle avsäga sig samtliga förtroendeuppdrag såväl i partiet som i Sametinget. Olov Sikku lämnade därefter alla sina samepolitiska uppdrag.

## Uppdrag utanför det politiska området
Olov Sikku har arbetat för Fjällforskningsinstitutet vid Mitthögskolan i Östersund. Han har också arbetat inom rennäringsadministrationen och varit projektledare för ett flertal projekt om samisk näringslivsutveckling.